# Zahora, Zolociv
Zahora (în ucraineană Загора) este un sat în așezarea urbană Pomoreanî din raionul Zolociv, regiunea Liov, Ucraina.

## Demografie
Componența lingvistică a localității Zahora
     Ucraineană (100%)
Conform recensământului din 2001, toată populația localității Zahora era vorbitoare de ucraineană (100%).